# Phyllobius
Die Grünrüssler (Phyllobius) sind eine Gattung von Käfern aus der Familie der Rüsselkäfer (Curculionidae).
Der Name Grünrüssler kommt daher, dass viele Arten der Gattung Phyllobius durch Beschuppung grün erscheinen. Dabei besteht häufig eine große Farbvarianz zu Olivtönen hin. Wird jedoch die Beschuppung im Lauf der Zeit abgewetzt, erscheint zuerst stellenweise, dann großflächig die dunkle Farbe des Chitins. Ein braunes Tier kann also auch zu einer grünen Rüsslerart gehören. Außerdem gibt es auch braune Arten der Gattung.

## Körperbau
Die meisten Arten sind kleiner als ein Zentimeter und durch Beschuppung grünlich erscheinend.
Der kurze Rüssel wirkt von oben besehen rechteckig und ist nur wenig schmaler als der restliche Kopf. Der Halsschild ist nur wenig breiter und glockig gewölbt. die Flügeldecken dagegen sind deutlich breiter und setzen sich mit den ausgeprägten Schultern deutlich vom Halsschild ab. Das zwischen dem Ansatz der Flügeldecken liegende Schildchen ist deutlich sichtbar und dreieckig. Die Flügeldecken verbreitern sich nach hinten bis zum letzten Drittel leicht und laufen dann fast geradlinig zu einer Spitze zusammen.
Phyllobiusarten besitzen keine Zunge, die beiden Kieferpaare sind freiliegend. Die Fühlergrube ist oval, von oben einsehbar, und nur schwach ausgerandet. Die Fühler sind auffallend lang und dünn, das 1. Fühlerglied (der Schaft) erreicht mindestens den Vorderrand der Augen, die abgewinkelte Geisel besteht aus sieben deutlich sichtbaren Gliedern und die abschließende Keule besteht aus 4 Gliedern. Die Augen sind rundlich und seitenständig.
Die Beine sind kräftig, die Klauen an der Basis miteinander verwachsen. Die Vorderschenkel sind leicht nach innen gebogen, auf der Innenseite befindet sich meist ein gut sichtbarer Dorn.

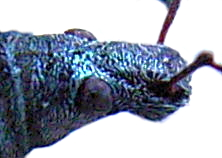
Bild 1: Fühlergrube Phyllobius

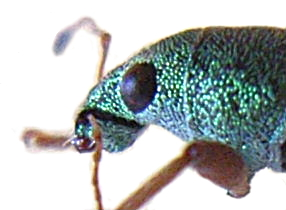
Bild 2: Fühlergrube Polydrusus

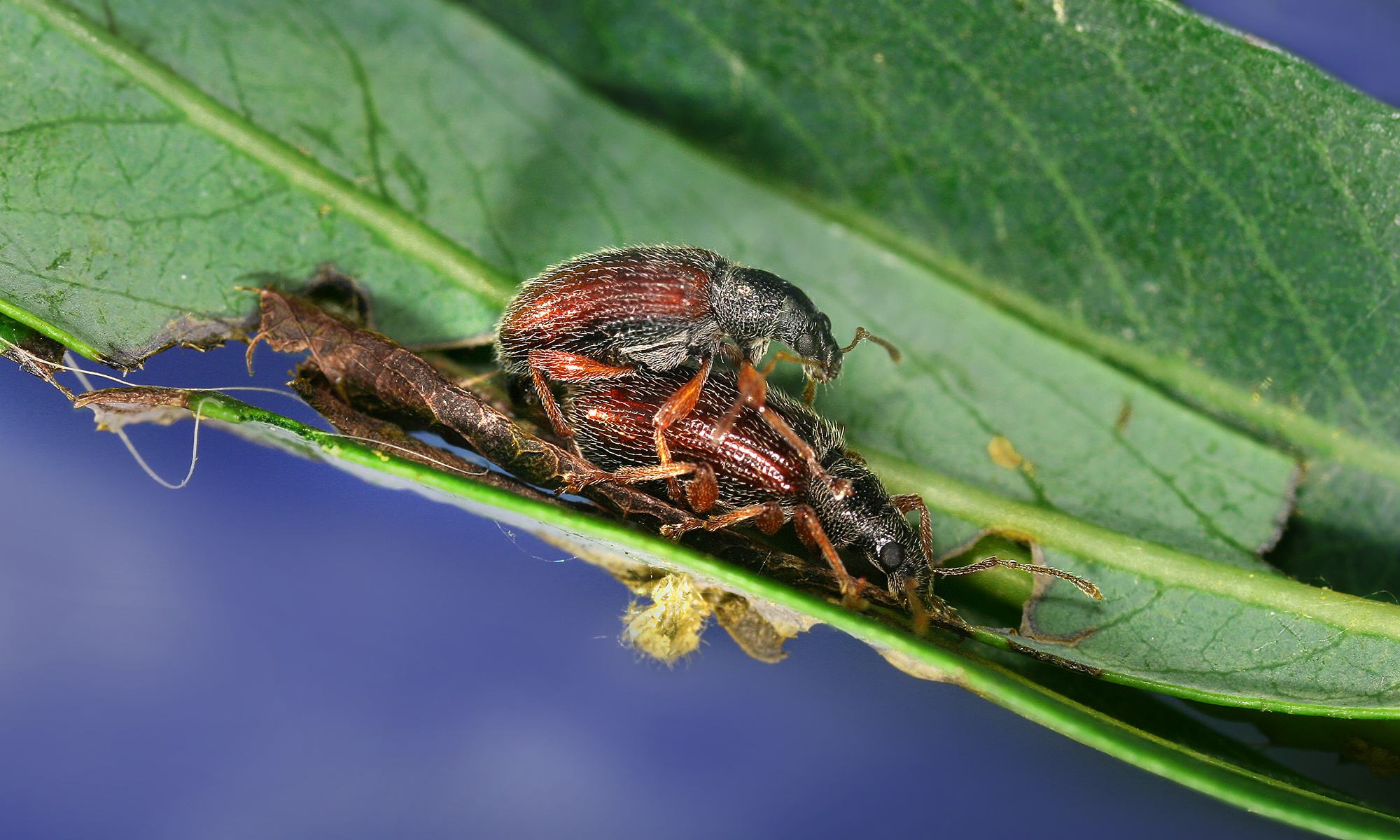
Phyllobius oblongus

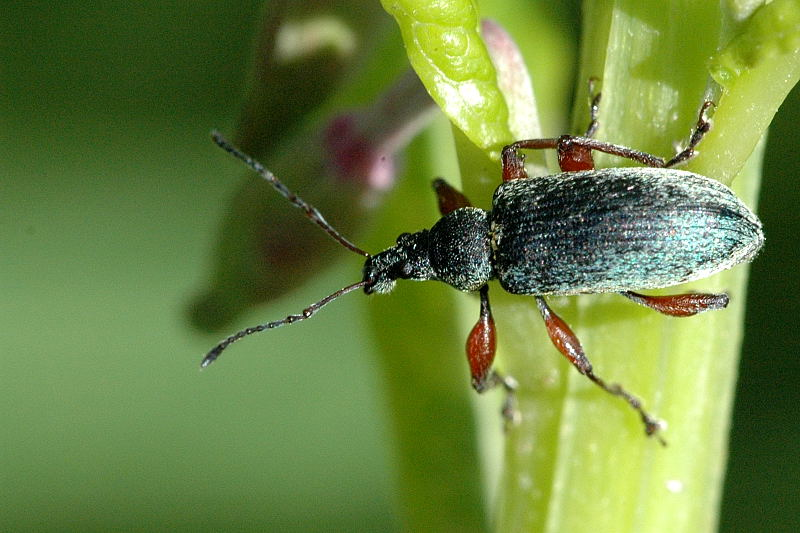
Phyllobius glaucus

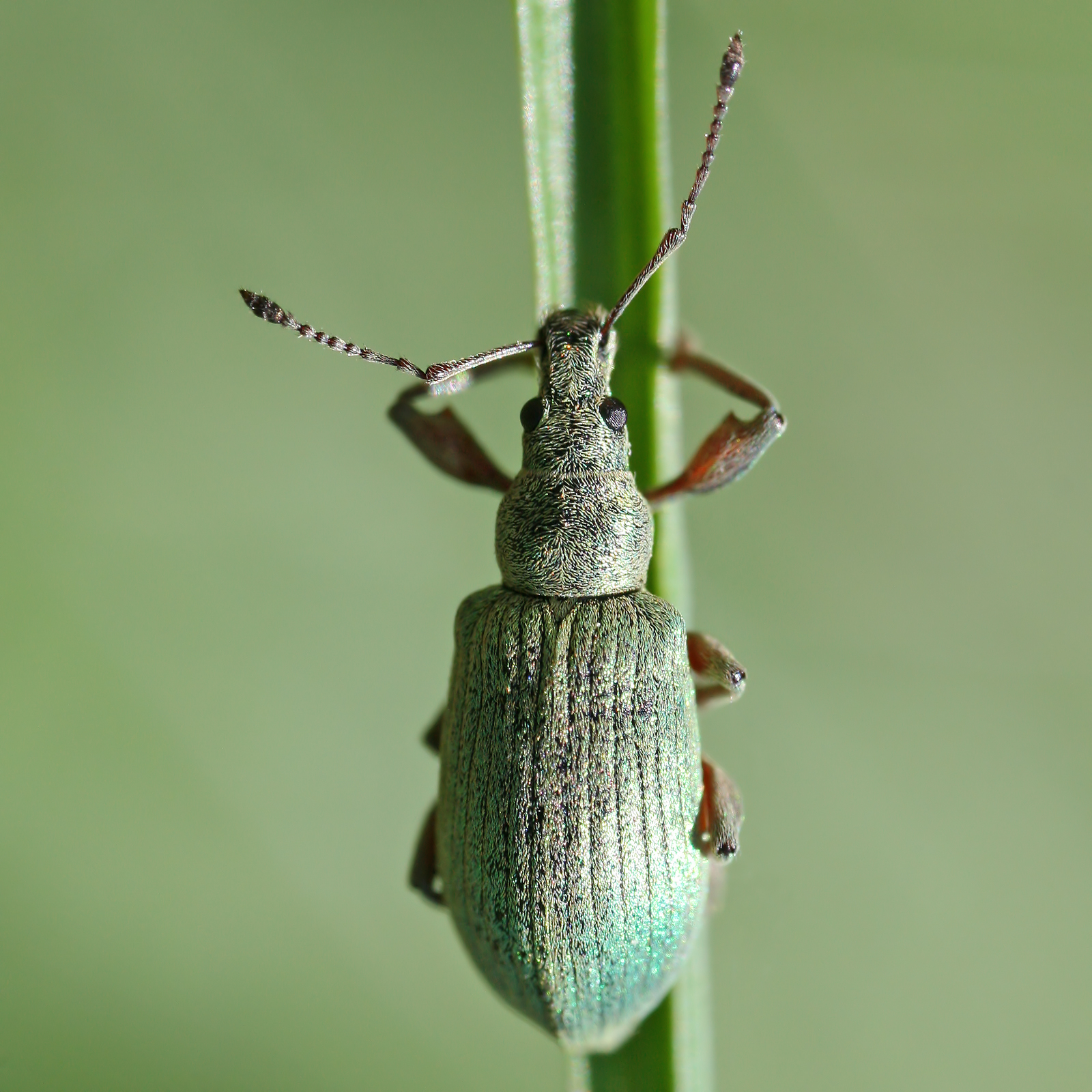
Phyllobius glaucus

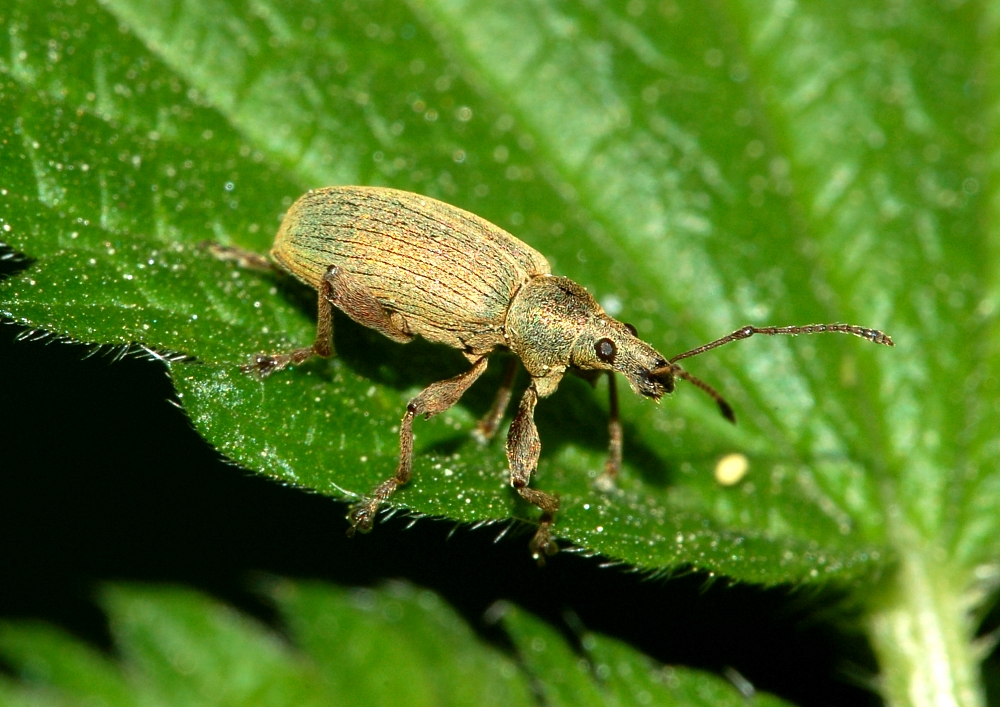
Phyllobius pomaceus

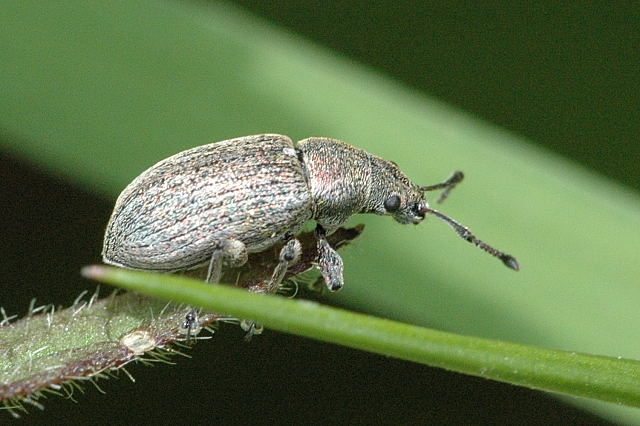
Phyllobius pyri

## Verwechslungsmöglichkeit
Häufig werden Phyllobiusarten mit Arten von Polydrusus verwechselt oder wegen ihrer ökologischen Gleichheit bewusst zusammengenommen. Der gravierende systematische Unterschied liegt in der Form der Fühlergrube. Die Fühlergrube ist die Vertiefung im Rüssel, in der der Fühler eingelenkt ist. Damit die Käfer die Fühler schützend an den Körper anlegen können, mündet die Fühlergrube häufig in eine Rille, in die der Schaft des Fühlers zu liegen kommt. Bei Phyllobius ist diese Rille nur durch eine Ausbuchtung der Fühlergrube an der Rüsseloberseite angedeutet (Bild 1), bei Poydrusus verläuft sie deutlich ausgeprägt an der Rüsselseite in Richtung unter die Augen (Bild 2). Deswegen bilden Phyllobius und Polydrusus nicht nur verschiedene Gattungen, sondern sie gehören sogar verschiedenen Unterfamilien der Rüsselkäfer an.

## Systematik
Die einzelnen Arten unterscheiden sich durch die Behaarung und Farbe und Form der Schuppen. Das nur langsam entstandene Interesse an dieser Käfergruppe spiegelt sich darin, dass noch in C. G. Calwer’s Käferbuch Hoffmannsche Buchdruckerei in Stuttgart 1876 nur 6 mitteleuropäische Arten angegeben sind, bei E. Reitter 1916 finden sich schon 18 Arten für das Deutsche Reich und bei Freude-Harde-Lohse sind 25 Arten für Mitteleuropa angegeben.
Heute ist die Gattung Phyllobius in Europa mit 86 Arten und Unterarten vertreten. In Deutschland treten davon 15 Arten auf.
- Phyllobius achardi Desbrochers, 1873
- Phyllobius aetolicus Apfelbeck, 1901
- Phyllobius alpinus Stierlin, 1859
- Phyllobius arborator (Herbst, 1797)
- Silberner Grünrüssler (Phyllobius argentatus (Linnaeus, 1758))
- Phyllobius betulinus (Bechstein & Scharfenberg, 1805)
- Phyllobius brenskei Schilsky, 1911
- Phyllobius brevis Gyllenhal, 1834
- Phyllobius bulgaricus Apfelbeck, 1916
- Phyllobius canus Gyllenhal, 1834
- Phyllobius contemptus Schoenherr, 1832
- Phyllobius crassipes Motschulsky, 1860
- Phyllobius cupreoaureus Stierlin, 1861
- Phyllobius cylindricollis Gyllenhal, 1834
- Phyllobius dispar Redtenbacher, 1849
- Phyllobius emeryi Desbrochers, 1873
- Phyllobius emgei Stierlin, 1887
- Phyllobius etruscus Desbrochers, 1873
- Phyllobius euchromus Reitter, 1885
- Phyllobius fessus Boheman, 1843
- Phyllobius flecki Reitter, 1906
- Phyllobius fulvago Gyllenhal, 1834
- Phyllobius fulvagoides Reitter, 1885
- Phyllobius ganglbaueri Apfelbeck, 1916
- Phyllobius glaucus (Scopoli, 1763); Syn. Phyllobius calcaratus (Fabricius, 1792)
- Phyllobius haberhaueri Apfelbeck, 1916
- Phyllobius insidiosus Pesarini, 1981
- Phyllobius insulanus Schilsky, 1911
- Phyllobius jacobsoni Smirnov, 1913
- Phyllobius korbi Schilsky, 1908
- Phyllobius lateralis Reiche, 1857
- Phyllobius leonisi Pic, 1902
- Phyllobius longipilis Boheman, 1843
- Phyllobius maculicornis Germar, 1824
- Phyllobius meschniggi Solari, 1938
- Phyllobius montanus Miller, 1862
- Phyllobius noesskei Apfelbeck, 1916
- Phyllobius nudiamplus Reitter, 1916
- Zweifarbiger Schmalbauchrüssler (Phyllobius oblongus) (Linnaeus, 1758)
- Phyllobius pallidus (Fabricius, 1792)
- Phyllobius pellitus Boheman, 1843
- Phyllobius peneckei Solari, 1931
- Phyllobius pilicornis Desbrochers, 1873
- Phyllobius pilipes Desbrochers, 1873
- Nessel-Blattrüssler (Phyllobius pomaceus Gyllenhal, 1834)
- Phyllobius pyri (Linnaeus, 1758)
- Phyllobius quercicola Apfelbeck, 1916
- Phyllobius raverae Solari & Solari, 1903
- Phyllobius rhodopensis Apfelbeck, 1898
- Phyllobius roboretanus Gredler, 1882
- Phyllobius rochati Pesarini, 1981
- Phyllobius romanus Faust, 1890
- Phyllobius schatzmayri Pesarini, 1981
- Phyllobius seladonius Brullé, 1832
- Phyllobius squamosus C. Brisout, 1866
- Phyllobius subdentatus Boheman, 1843
- Phyllobius thalassinus Gyllenhal, 1834
- Phyllobius transsylvanicus Stierlin, 1894
- Phyllobius tuberculifer Chevrolat, 1865
- Phyllobius valonensis Apfelbeck, 1916
- Phyllobius versipellis Apfelbeck, 1916
- Phyllobius vespertilio Faust, 1884
- Phyllobius vespertinus (Fabricius, 1792)
- Phyllobius virideaeris (Laicharting, 1781)
- Grünkragen-Blattrüssler (Phyllobius viridicollis Fabricius, 1792)
- Phyllobius xanthocnemus Kiesenwetter, 1852

## Biologie
Die Käfer (Imagines) ernähren sich von Blättern verschiedener Bäume, Sträucher und krautiger Pflanzen. Die adulten Tier erscheinen im Frühjahr und Frühsommer, dann oft massenweise. Da manche Arten auch die Knospen der Obstbäume annagen, können sie schädlich werden. Fast alle Arten sind in der Wahl ihrer Nahrungspflanzen nicht festgelegt (polyphag). Manche Arten bevorzugen Weiden und Pappeln, andere Rosengewächse. Hierher gehören die Arten, die in Aprikosen- oder Pflaumenplantagen schädlich werden können. Bei einer Art wird Gras als Nahrungspflanze angegeben. Bei anderen Arten fehlt eine Angabe. Die Larvenentwicklung der Grünrüsslers erfolgt im Boden, die Larven ernähren sich von Pflanzenwurzeln.